# Pareti (Nocera Superiore)
Pareti (E' Parite in dialetto locale) è una località di Nocera Superiore. Forma, con la zona del Petraro, la frazione di Petraro-Pareti, conurbata con Pucciano.

## Geografia
Sorta ai piedi del monte Albino, la sua posizione geografica è favorevole, in quanto è prossima a sorgenti d'acqua e ha un retroterra fertilissimo e protetto dai venti. Confina con le località Montevescovado e Santacroce di Nocera Inferiore.

## Storia

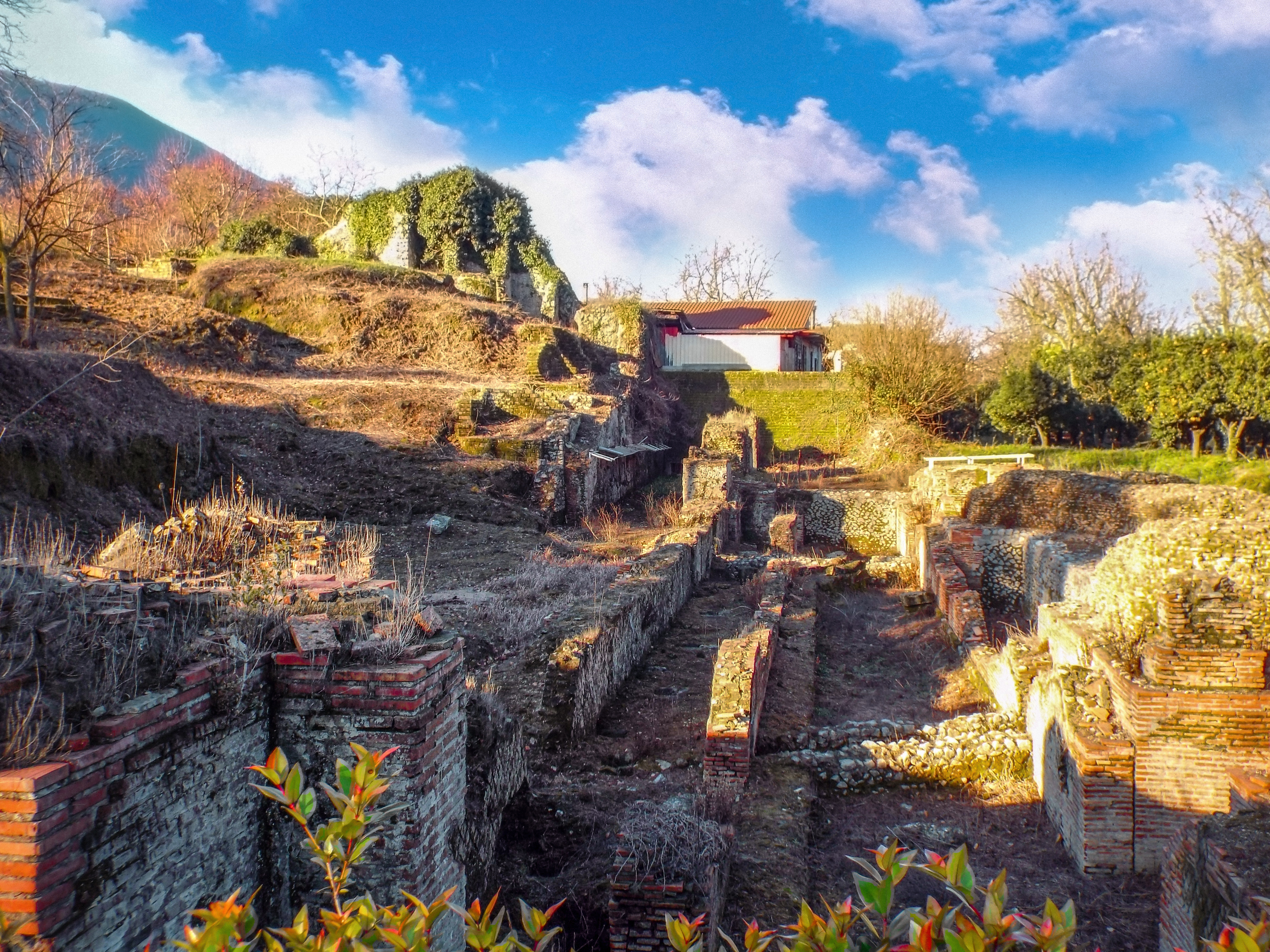
Resti del teatro ellenistico-romano

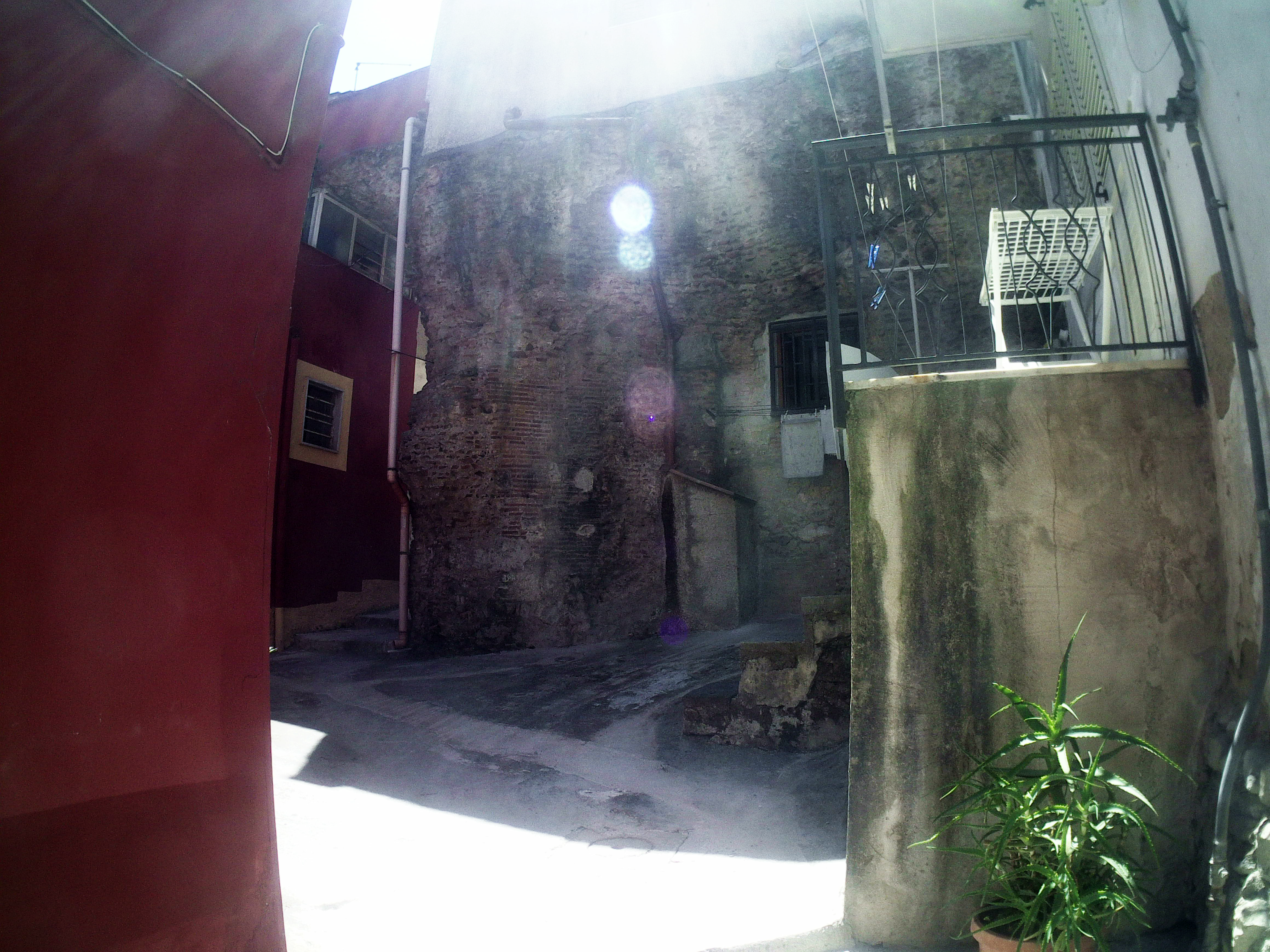
Resti di un edificio civile romano inglobato dalle abitazioni

Pareti rappresenta il nucleo ancestrale dell'antica Nuceria Alfaterna, intorno al VI secolo a.C. popolazioni locali osche diedero origine al primitivo insediamento di Oschito e Trebulonia, localizzato tra le frazioni Pareti e Pucciano.
Parte dell'antica Nuceria Alfaterna si trovava nei pressi delle mura antiche ed ivi vi sorse il teatro ellenistico-romano, il teatro era locato nei pressi della strada pubblica (decumano superiore), di cui oggi si possono ancora scorgere alcuni epigrafi murari, in quest'area sorgeva anche la Porta Stabiana. Lungo il tratto murario, sorgeva anche un'imponente basilica, oggi totalmente scomparsa. 
Appena fuori le mura sorgeva un'imponente necropoli, venuta alla luce a partire dal XIX secolo.
Cadute le mura dell'antica Nuceria in epoca altomedievale, la città comincia a spopolarsi; le stesse mura furono usate come forni ed il teatro divenne una cava di pietra. Nel IX secolo la zona inizia ad essere menzionata nei documenti come Pariti (in riferimento alla frase ipse turri et nd iptsi pariti, la quale indicava appunto ciò che restava della cinta muraria), le torri furono usate in maniera domestica ma anche come cellarii dai monaci della chiesa salernitana di San Massimo, che ne edificarono anche l'antica chiesa di San Marcello.
Cominciò a formarsi quindi il borgo di Pareti, contiguamente a quello di Pucciano, intorno al XV secolo fu eretta la chiesa dedicata a San Bartolomeo Apostolo.
Pareti ha fatto sempre parte dell'Università di Nocera Corpo, salvo il decennio tra il 1570 ed il 1580, quando fu parte dell'Universitas Pucciani.
Nel XVIII secolo, fu edificato a Pareti il Convento delle suore dell’Ordine delle figlie di Maria Immacolata, struttura tuttora esistente.
Fa parte dal 1851 di Nocera Superiore: i limiti delle mura antiche che partono dalla sua zona determinano i confini tra le due Nocera.
A metà '800 vennero alla luce diversi tumuli funerari, in questi sepolcri furono ritrovati vasi dipinti, o di bronzo; e vari oggetti di ferro, di piombo, e di altri metalli. Un secolo dopo, a partire dagli anni 1950, il direttore dei Musei Provinciali di Salerno Venturino Panebianco intraprese uno scavo archeologico nella necropoli di Pareti, mettendo alla luce più di un centinaio di sepolture del VI e V secolo a.C. e altre del periodo sannità, ossia del IV e III secolo a.C.. 
Gli scavi sono durati fino al 1971, rivelando, nei corredi funerari delle inumazioni, anfore di provenienza etrusca, a testimonianza di contatti della città con l'Etruria.

## Chiesa di San Bartolomeo Apostolo e San Ciro

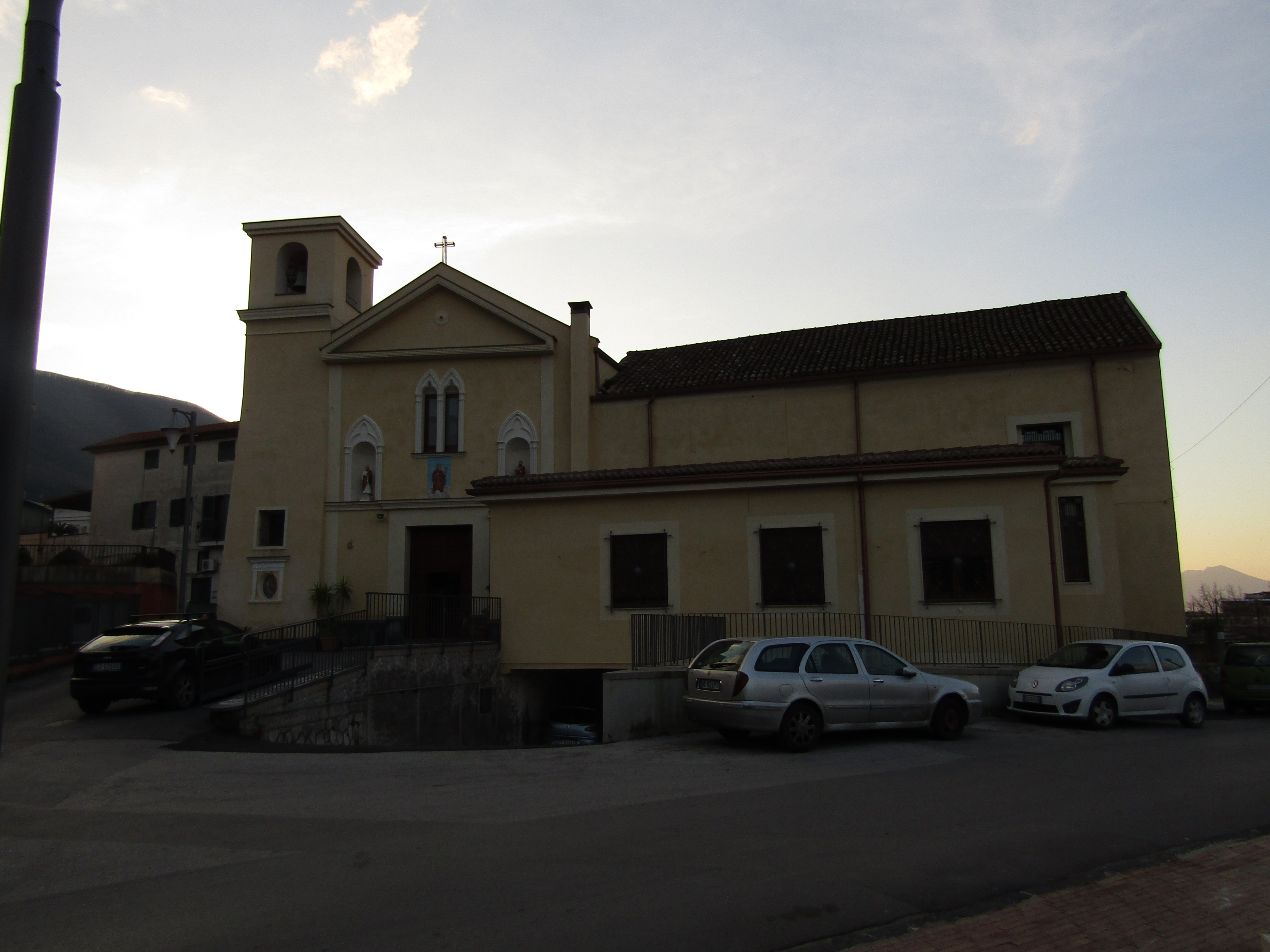
Chiesa di San Bartolomeo Apostolo

La chiesa di San Bartolomeo Apostolo, insieme a quella di Santa Maria Maggiore, è una delle due chiese co-patronali di Nocera Superiore, oltre ad essere una delle chiese più antiche della città. Eretta intorno al 1450 era tra le chiese più importanti di Nocera Corpo, dal 1588 è sede parrocchiale. Nel XVIII secolo venne ristrutturata riducendone le dimensioni.
Lesionata gravemente nel 1980, dopo una ristrutturazione, è stata riaperta nel 2016.
La struttura contiene l'effigie del santo patrono di Nocera Superiore, san Ciro. Dal 1883, nella chiesa è presente reliquia ossea del santo, autenticata dal Vescovo dell'epoca il cavese Francesco Vitagliano.

## Cultura
Le festività per il santo patrono si dividono in due periodi: in gennaio si tiene la processione per i borghi della città, mentre in giugno si tengono le storiche rievocazioni della Salata e della Trasuta di San Ciro.
Ogni venerdì santo si tiene la Processione dei Misteri per le strade delle località di Pucciano, Pareti e San Clemente.

## Galleria d'immagini

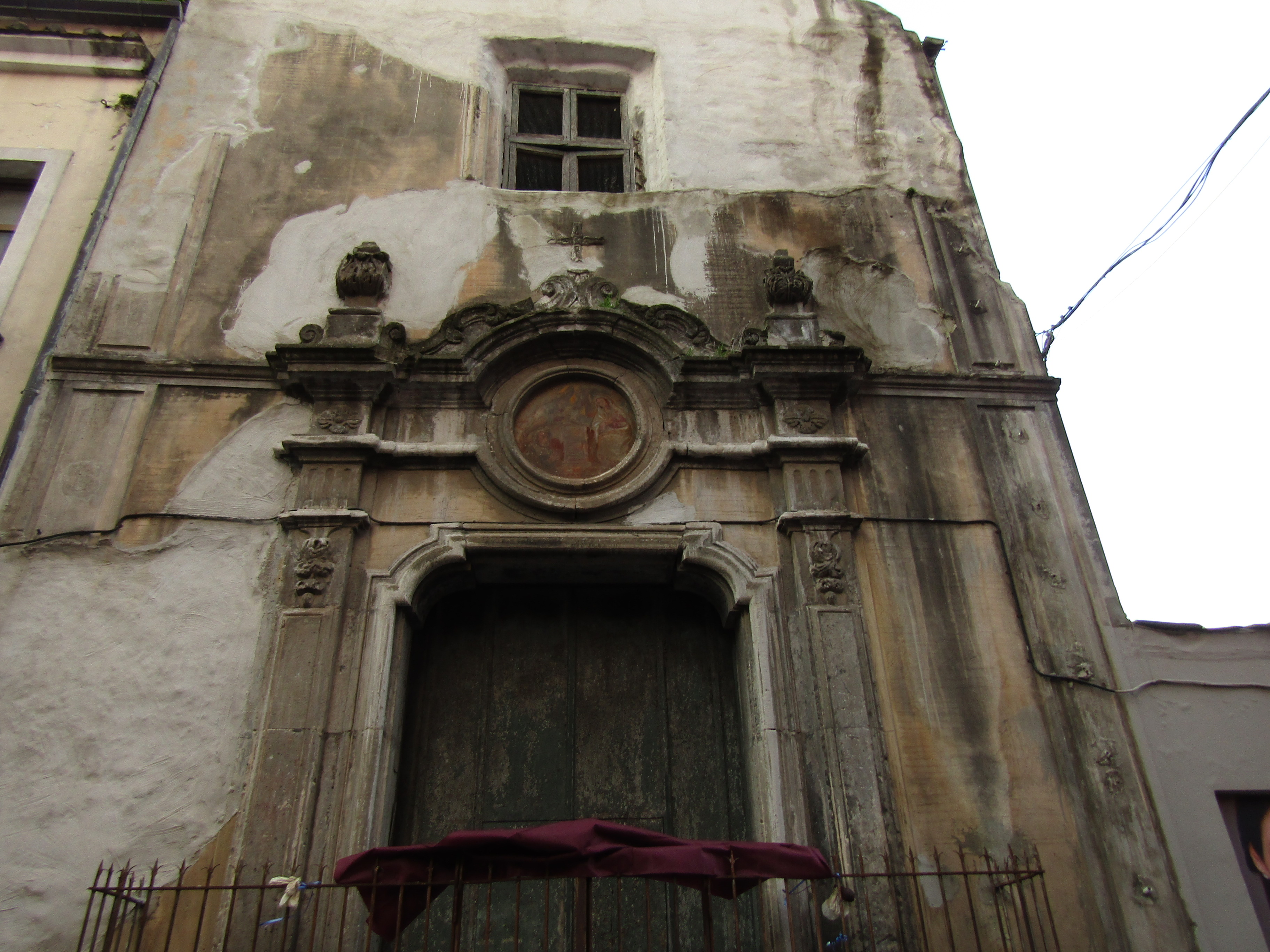
Chiesa del Convento delle suore dell’Ordine delle figlie di Maria Immacolata
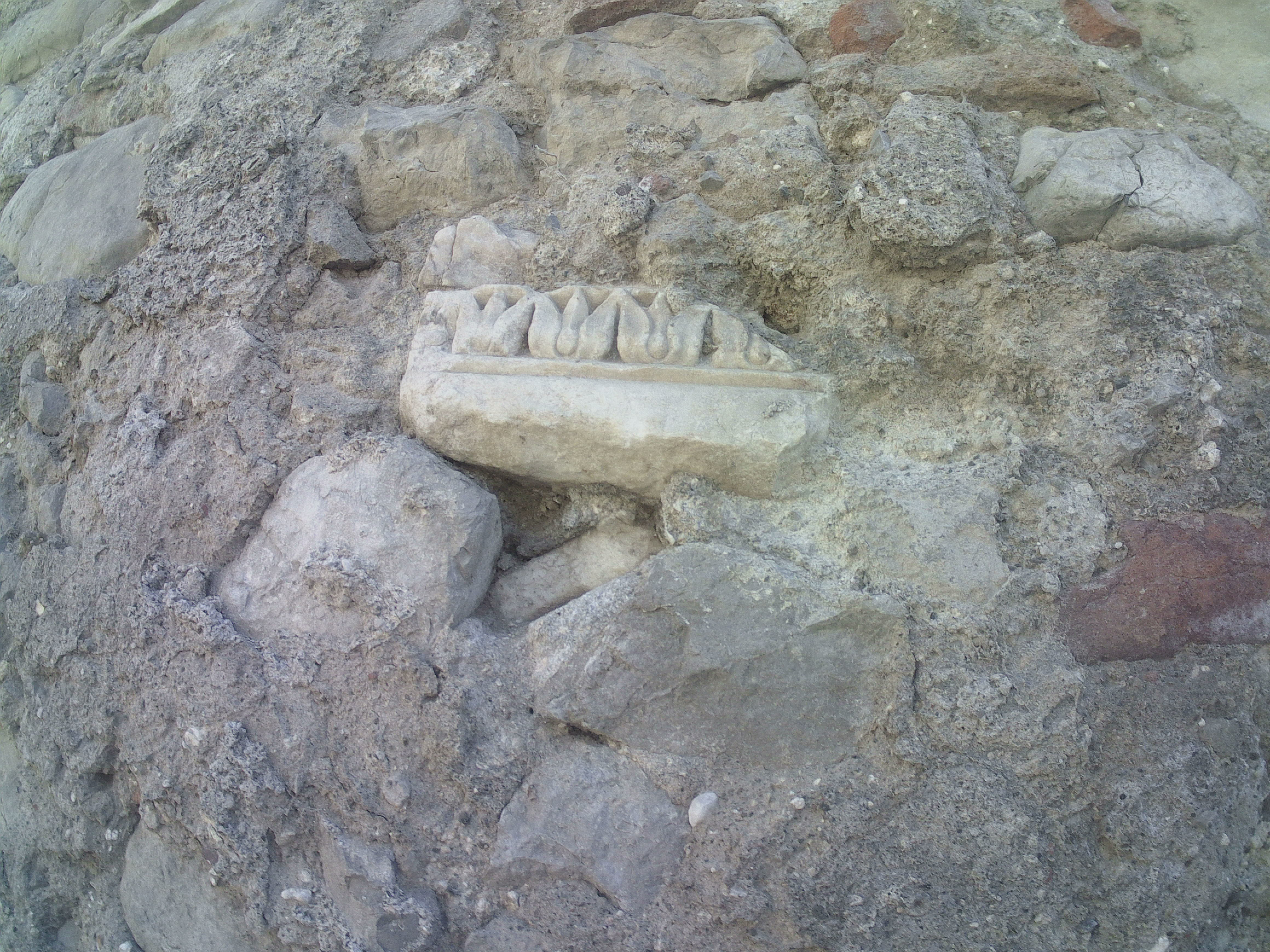
Fregio di epoca romana all'interno di un muro successivo